# Green Bay Packers Hall of Fame
Die Green Bay Packers Hall of Fame ist die Hall of Fame für ehemalige Spieler, Trainer, Footballfunktionäre und sonstige Personen, die sich um die Green Bay Packers verdient gemacht haben. Sie war die erste Hall of Fame, die nur für Personen eines Teams gegründet wurde. In der im Atrium des Lambeau Fields beheimateten Ausstellung kann man unter anderem das Büro der American-Football-Legende Vince Lombardi und Nachbildungen der Trophäen der vier Super-Bowl-Siege der Packers besichtigen. Insgesamt wurden bisher 170 Personen aufgenommen, von denen 30 auch in die Pro Football Hall of Fame aufgenommen wurden. Die jüngsten Mitglieder in der Hall sind der ehemalige Linebacker Clay Matthews und Defensive End Aaron Kampman, die 2024 aufgenommen wurden.

## Mitglieder

### Legende

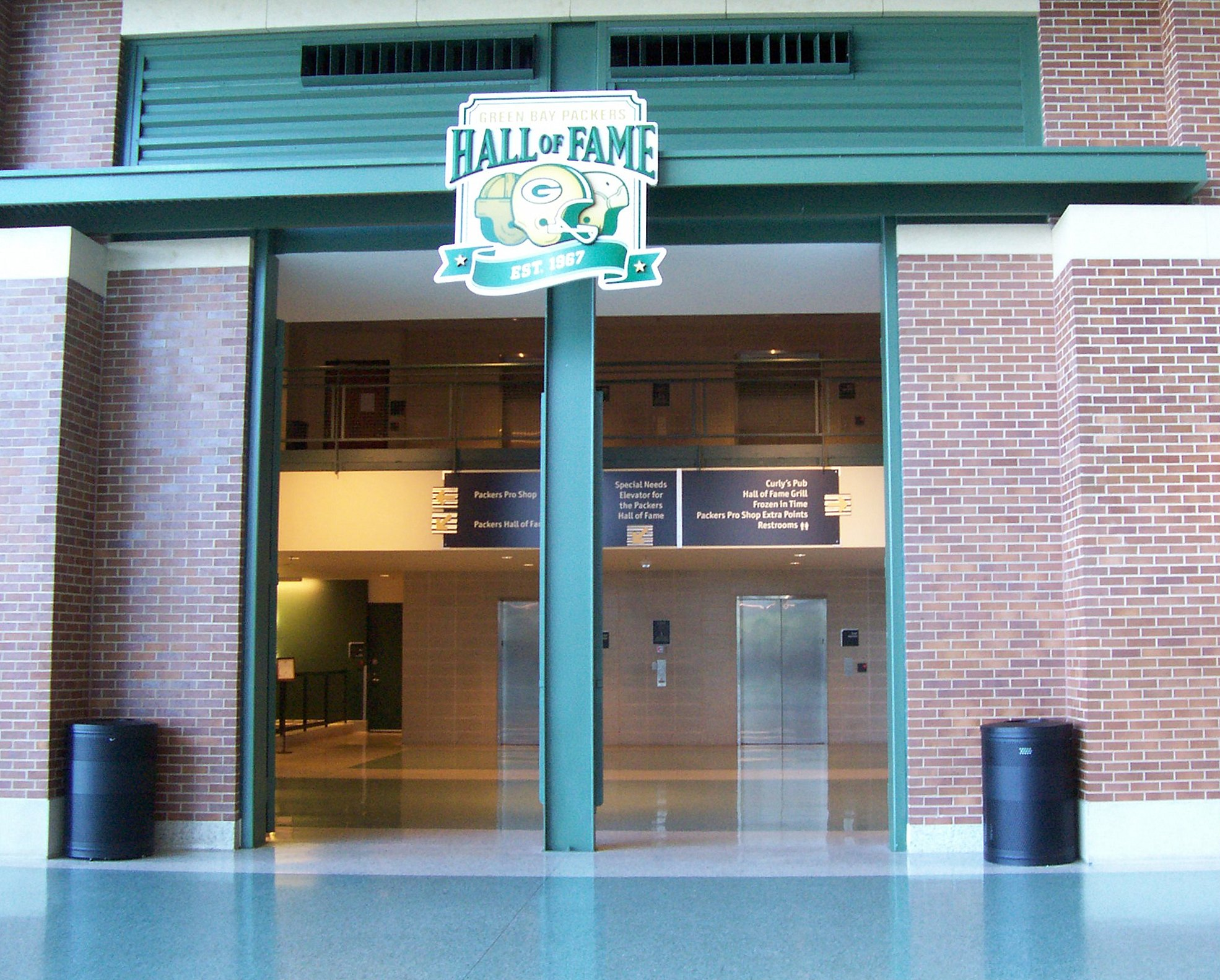
Eingang zur Hall of Fame

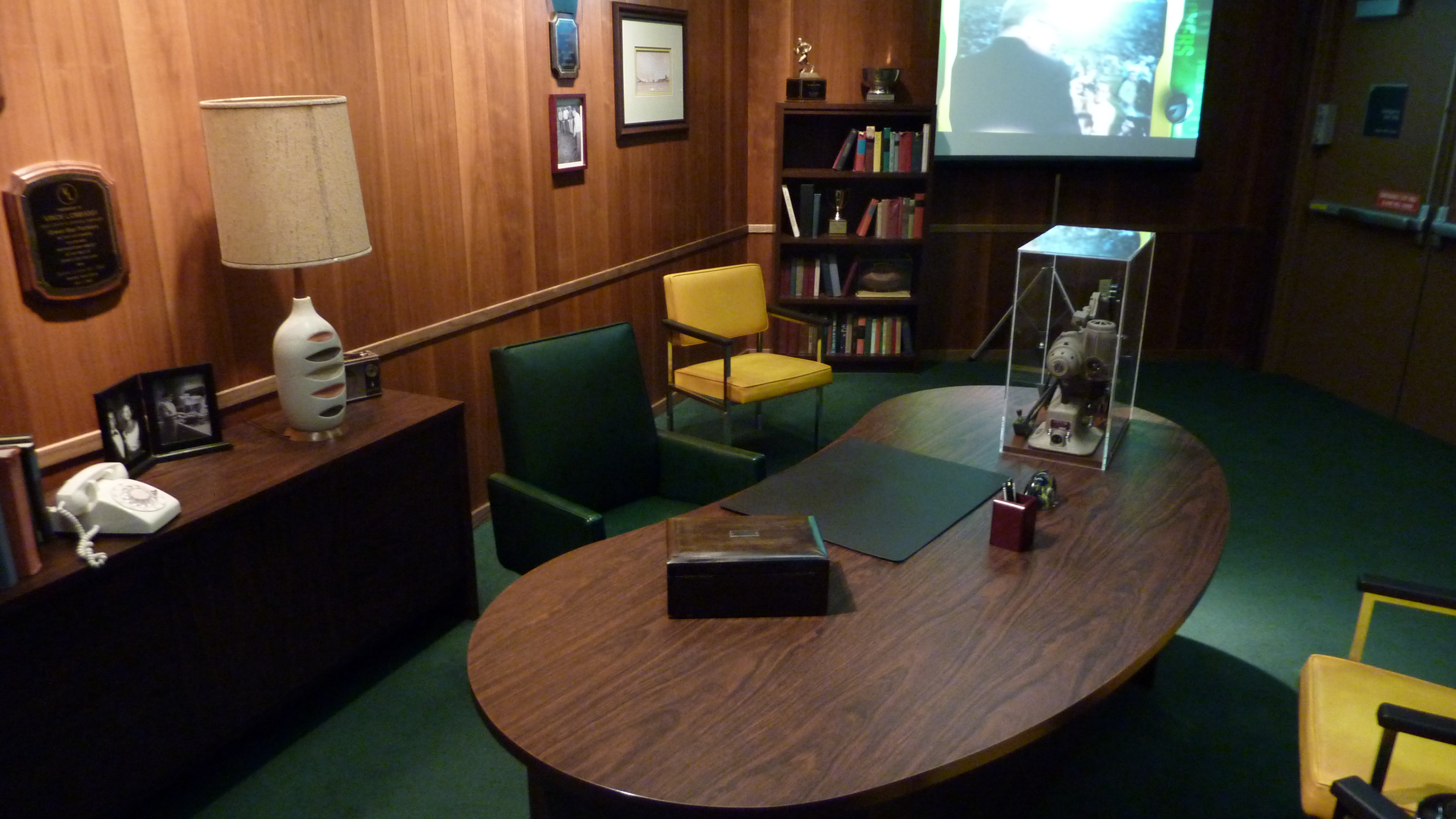
Replika des Büros von Vince Lombardi

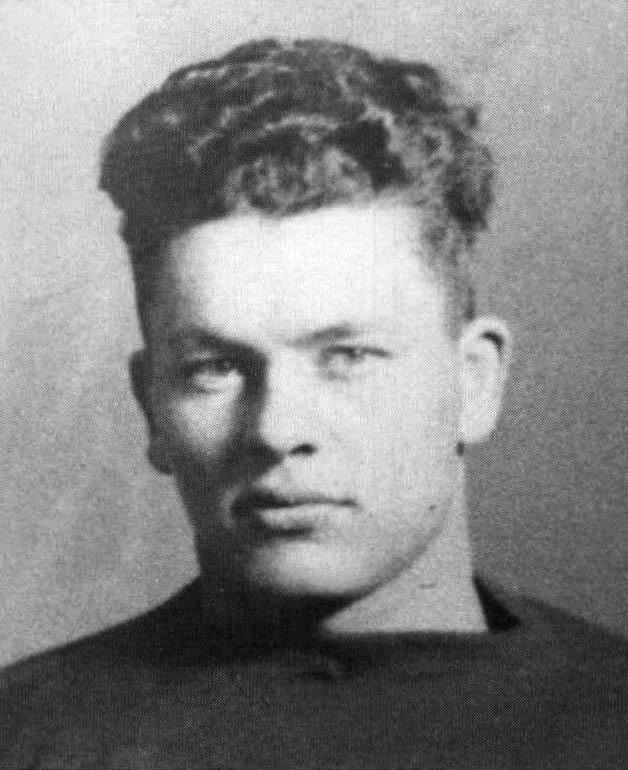
Curly Lambeau spielte zehn Jahre bei den Packers und trainierte sie nach seinem Karriereende 30 Jahre lang

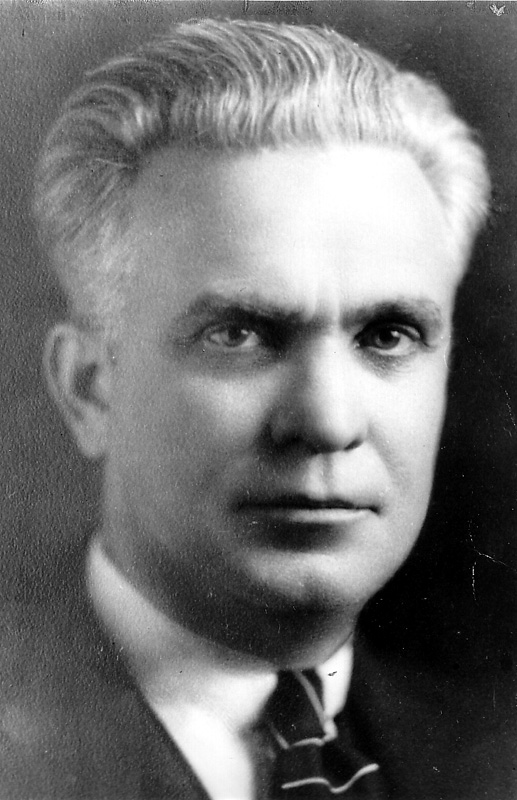
Gerald Francis Clifford war drei Jahrzehnte lang Vizepräsident und Anwalt der Packers

| Defensive End    | DE | Fullback         | FB | Runningback                | RB |
| Center           | C  | Guard            | G  | Halfback                   | HB |
| Offensive Tackle | OT | Punter           | P  | Safety                     | S  |
| Cornerback       | CB | Defensive Tackle | DT | Tight End                  | TE |
| Defensive Back   | DB | Kicker           | K  | Linebacker                 | LB |
| Quarterback      | QB | Wide Receiver    | WR | Pro Football Hall of Famer |    |

| Jahr der Aufnahme | Name                       | Position/Posten     | Jahre bei den Packers |
| ----------------- | -------------------------- | ------------------- | --------------------- |
| 1970              | Bernard "Boob" Darling     | C                   | 1927–31               |
| 1970              | LaVern Dilweg              | End                 | 1927–34               |
| 1970              | Jug Earp                   | C                   | 1922–32               |
| 1970              | Cal Hubbard                | OT                  | 1929–33 1935          |
| 1970              | Curly Lambeau              | Back/Head Coach     | 1919–49               |
| 1970              | Verne Lewellen             | Back                | 1924–32               |
| 1970              | John McNally               | Back                | 1929–33 1935–36       |
| 1970              | Mike Michalske             | G                   | 1929–35 1937          |
| 1972              | Hank Bruder                | Back                | 1931–39               |
| 1972              | Milt Gantenbein            | End                 | 1931–40               |
| 1972              | Charles Goldenberg         | G/Back              | 1933–45               |
| 1972              | Arnie Herber               | Back                | 1930–40               |
| 1972              | Clarke Hinkle              | Back                | 1932–41               |
| 1972              | Don Hutson                 | End/DB              | 1935–45               |
| 1972              | Cecil Isbell               | Back                | 1938–42               |
| 1972              | Joe Laws                   | Back                | 1934–45               |
| 1972              | Russ Letlow                | G                   | 1936–42 1946          |
| 1972              | George Svendsen            | C/LB                | 1935–37 1940–41       |
| 1973              | Charley Brock              | C/LB                | 1939–47               |
| 1973              | Tony Canadeo               | Back                | 1941–44 1946–52       |
| 1973              | Larry Craig                | Back/DE             | 1939–49               |
| 1973              | Bob Forte                  | Back                | 1946–53               |
| 1973              | Ted Fritsch                | Back                | 1942–50               |
| 1973              | Bob Monnett                | Back                | 1933–38               |
| 1973              | Baby Ray                   | OT                  | 1938–48               |
| 1973              | Andy Uram                  | HB                  | 1938–43               |
| 1973              | Dick Wildung               | OT                  | 1946–51 1953          |
| 1973              | Howard Lee "Whitey" Woodin | G                   | 1922–31               |
| 1974              | Al Carmichael              | RB                  | 1953–58               |
| 1974              | Fred Cone                  | FB/K                | 1951–57               |
| 1974              | Bobby Dillon               | DB                  | 1952–59               |
| 1974              | Howie Ferguson             | FB                  | 1953–58               |
| 1974              | Bill Forester              | LB                  | 1953–63               |
| 1974              | Dave Hanner                | DT                  | 1952–64               |
| 1974              | Billy Howton               | End                 | 1952–58               |
| 1974              | John Martinkovic           | End                 | 1951–56               |
| 1974              | Jim Ringo                  | C                   | 1953–63               |
| 1974              | Tobin Rote                 | QB                  | 1950–56               |
| 1975              | Don Chandler               | K                   | 1965–67               |
| 1975              | Willie Davis               | DE                  | 1960–69               |
| 1975              | Paul Hornung               | HB/K                | 1957–62 1964–66       |
| 1975              | Henry Jordan               | DT                  | 1959–69               |
| 1975              | Jerry Kramer               | G                   | 1958–68               |
| 1975              | Ron Kramer                 | TE                  | 1957 1959–64          |
| 1975              | Vince Lombardi             | Head Coach          | 1959–68               |
| 1975              | Max McGee                  | End                 | 1954 1957–67          |
| 1975              | Jim Taylor                 | FB                  | 1958–66               |
| 1975              | Fred Thurston              | G                   | 1959–67               |
| 1976              | Joseph "Red" Dunn          | Back                | 1927–31               |
| 1976              | Hank Gremminger            | DB                  | 1956–65               |
| 1976              | Carl Jorgensen             | Athletiktrainer     | 1924–70               |
| 1976              | Gary Knafelc               | End                 | 1954–62               |
| 1976              | Bob Skoronski              | OT                  | 1956 1959–68          |
| 1976              | Jesse Whittenton           | DB                  | 1958–64               |
| 1977              | Howard "Cub" Buck          | OT                  | 1921–25               |
| 1977              | Forrest Gregg              | OT                  | 1956 1958–70          |
| 1977              | Charlie Mathys             | Back                | 1922–26               |
| 1977              | Bart Starr                 | QB                  | 1956–71               |
| 1977              | A. B. Turnbull             | Executive           | 1923–27               |
| 1977              | Willie Wood                | S                   | 1960–71               |
| 1978              | George Whitney Calhoun     | Executive           | 1919–46               |
| 1978              | Boyd Dowler                | WR                  | 1959–69               |
| 1978              | Paul "Tiny" Engebretsen    | G                   | 1934–41               |
| 1978              | Lon Evans                  | G                   | 1933–37               |
| 1978              | Ray Nitschke               | LB                  | 1958–72               |
| 1979              | Nate Barragar              | C                   | 1931–32 1934–35       |
| 1979              | Carroll Dale               | End                 | 1965–72               |
| 1979              | Dominic Olejniczak         | Executive           | 1950–89               |
| 1979              | Elijah Pitts               | RB                  | 1961–69 1971          |
| 1979              | Pete Tinsley               | G/LB                | 1938–39 1941–45       |
| 1981              | Herb Adderley              | DB                  | 1961–69               |
| 1981              | Ken Bowman                 | C                   | 1964–73               |
| 1981              | Lee H. Joannes             | Executive           | 1930–47               |
| 1981              | Chester "Swede" Johnston   | RB                  | 1931 1934–38          |
| 1982              | Lou Brock                  | Back                | 1940–45               |
| 1982              | Gale Gillingham            | G                   | 1966–74 1976          |
| 1982              | Dave Robinson              | LB                  | 1963–72               |
| 1982              | Jack Vainisi               | Scout               | 1950–60               |
| 1983              | Donny Anderson             | RB                  | 1966–71               |
| 1983              | Fred Carr                  | LB                  | 1968–77               |
| 1983              | Fred Leicht                | Executive           | 1925–77               |
| 1984              | John Brockington           | RB                  | 1971–77               |
| 1984              | Dan Currie                 | LB                  | 1958–64               |
| 1984              | Ed Jankowski               | Back                | 1937–41               |
| 1984              | Carl Mulleneaux            | End                 | 1938–41 1945–46       |
| 1984              | F. N. Trowbridge, Sr.      | Executive           | 1950–81               |
| 1985              | Phil Bengtson              | General Manager     | 1959–70               |
| 1985              | Bob Jeter                  | DB                  | 1963–70               |
| 1985              | Earl "Bud" Svendsen        | C/LB                | 1937 1939             |
| 1986              | Wilner Burke               | Lumberjack Band     | 1938–81               |
| 1986              | Lee Roy Caffey             | LB                  | 1964–69               |
| 1986              | Irv Comp                   | Back                | 1943–49               |
| 1987              | E. S. Brusky               | Arzt                | 1962–90               |
| 1987              | Chester Marcol             | K                   | 1972–80               |
| 1987              | Deral Teteak               | LB/G                | 1952–56               |
| 1988              | Lionel Aldridge            | DE                  | 1963–71               |
| 1988              | Jerry Atkinson             | Executive           | 1950–85               |
| 1988              | Bob Mann                   | End                 | 1950–54               |
| 1989              | Zeke Bratkowski            | QB                  | 1963–68 1971          |
| 1989              | Ron Kostelnik              | DT                  | 1961–68               |
| 1991              | Gerald Francis Clifford    | Attorney            | 1922–52               |
| 1991              | Harry Jacunski             | End                 | 1939–44               |
| 1991              | Jan Stenerud               | K                   | 1980–83               |
| 1992              | Lynn Dickey                | QB                  | 1977 1979–85          |
| 1992              | Larry McCarren             | C                   | 1973–84               |
| 1992              | Al Schneider               | Supporter           | 1950s–1970s           |
| 1993              | Willie Buchanon            | CB                  | 1972–78               |
| 1993              | Art Daley                  | Journalist          | 1942–2011             |
| 1993              | Johnnie Gray               | S                   | 1975–83               |
| 1994              | Paul Coffman               | TE                  | 1978–85               |
| 1994              | Gerry Ellis                | FB                  | 1980–86               |
| 1994              | W. Webber Kelly            | Arzt                | 1923–51               |
| 1995              | William Brault             | HoF Gründer         | 1966–94               |
| 1996              | John Anderson              | LB                  | 1978–89               |
| 1996              | Lee Remmel                 | Executive           | 1940s–2015            |
| 1997              | Red Cochran                | Head Coach/Scout    | 1959–66 1971–2004     |
| 1997              | Ezra Johnson               | DE                  | 1977–87               |
| 1997              | Travis Williams            | RB/Kickoff Returner | 1967–70               |
| 1998              | Ken Ellis                  | CB                  | 1970–75               |
| 1998              | Mark Murphy                | S                   | 1980–85 1987–91       |
| 1998              | Robert J. Parins           | Executive           | 1982–89               |
| 1999              | James Lofton               | WR                  | 1978–86               |
| 1999              | Tom Miller                 | Executive           | 1956–88               |
| 2000              | Ron Wolf                   | Executive           | 1991–2001             |
| 2001              | Johnny Holland             | LB                  | 1987–93               |
| 2001              | Ray Scott                  | Sportreporter       | 1956–68               |
| 2002              | Vernon Biever              | Fotograf            | 1946–2010             |
| 2002              | Sterling Sharpe            | WR                  | 1988–94               |
| 2003              | Mike Douglass              | LB                  | 1978–85               |
| 2003              | Jim Irwin                  | Sportreporter       | 1969–98               |
| 2004              | Bob Harlan                 | Executive           | 1971–heute            |
| 2005              | Edgar Bennett              | RB                  | 1992–96               |
| 2005              | Don Majkowski              | QB                  | 1987–92               |
| 2006              | Reggie White               | DE                  | 1993–98               |
| 2007              | Robert Brooks              | WR                  | 1992–98               |
| 2007              | LeRoy Butler               | S                   | 1990–2001             |
| 2008              | Gilbert Brown              | DT                  | 1993–99 2001–03       |
| 2008              | Al Treml                   | Regisseur           | 1967–2001             |
| 2008              | Frank Winters              | C                   | 1992–2002             |
| 2009              | Antonio Freeman            | WR                  | 1995–2001, 03         |
| 2009              | Dorsey Levens              | RB                  | 1994–2001             |
| 2010              | Mark Chmura                | TE                  | 1992–99               |
| 2010              | Marv Fleming               | TE                  | 1963–69               |
| 2010              | Greg Koch                  | OT                  | 1977–85               |
| 2011              | William Henderson          | FB                  | 1995–2006             |
| 2011              | Frank Jonet                | Executive           | 1919–51               |
| 2011              | Marco Rivera               | G                   | 1996–2004             |
| 2012              | Mike Holmgren              | Head Coach          | 1992–98               |
| 2013              | Emil Fisher                | Supporter           | 1926–58               |
| 2013              | Kabeer Gbaja-Biamila       | DE                  | 2000–08               |
| 2013              | Chris Jacke                | K                   | 1989–96               |
| 2014              | Ahman Green                | RB                  | 2000–06, 09           |
| 2014              | Ken Ruettgers              | OT                  | 1985–96               |
| 2015              | Brett Favre                | QB                  | 1992–2007             |
| 2016              | Nick Collins               | FS                  | 2005–11               |
| 2016              | Chad Clifton               | OT                  | 2000–11               |
| 2016              | Russ Winnie                | Rundfunksprecher    | 1929–46               |
| 2017              | Donald Driver              | WR                  | 1999–2012             |
| 2017              | Mark Lee                   | CB                  | 1980–90               |
| 2018              | Ryan Longwell              | Kicker              | 1997–2005             |
| 2018              | Mark Tauscher              | OT                  | 2000–10               |
| 2019              | Ted Thompson               | General Manager     | 2000–17               |
| 2021              | Al Harris                  | CB                  | 2003–10               |
| 2021              | Charles Woodson            | CB                  | 2006–12               |
| 2022              | Tim Harris                 | LB                  | 1986–90               |
| 2022              | Greg Jennings              | WR                  | 2006–12               |
| 2023              | Jordy Nelson               | WR                  | 2008–17               |
| 2023              | Josh Sitton                | G                   | 2008–15               |
| 2024              | Clay Matthews              | LB                  | 2009–18               |
| 2024              | Aaron Kampman              | DE                  | 2002–09               |